# F. Nagy Zoltán
F. Nagy Zoltán (Budapest, 1967. augusztus 10. –) magyar szinkronszínész. Legismertebb szerepe Vegita karaktere a Dragon Ball Z-ből, de több filmben és sorozatban is szinkronizált, valamint hangját adta a S.W.I.N.E. című játékban is.

## Élete
Gyermekkorában Gór Nagy Mária színitanodájába járt tanulni. 1989-től a Népszínház tagja volt, majd szabadúszó szinkronszínész lett. 2004-ben kivándorolt az Egyesült Államokba, manapság csak hazalátogat, jelenleg kutyatenyésztéssel is foglalkozik.

## Szinkronszerepei

### Sorozatok
| Cím                                                       | Szerep                                  | Színész                |
| --------------------------------------------------------- | --------------------------------------- | ---------------------- |
| A betolakodó                                              | Juvencio Menchaca                       | Alejandro Ruiz         |
| A tengeralattjáró                                         | Pilgrim                                 | Jan Fedder             |
| Angela                                                    | Emeterio González                       | Eduardo Rivera         |
| Észak és Dél                                              | Cuffey                                  | Forest Whitaker        |
| Észak és Dél                                              | Ned Fisk                                | Andrew Stahl           |
| Dragon Ball Z                                             | Vegita (1. szinkronhang)                | Horikava Rjó           |
| María del Carmen                                          | Francisco José Bravo / Fernando Joaquin | René Casados           |
| María Mercedes                                            | Ricardo Macilla                         | Rafael del Villar      |
| Providence, a rejtélyes kisváros (1. szinkronos változat) | Doug Boyce                              | Tom Cavanagh           |
| Rocko                                                     | Chuck Chameleon                         | Tom Kenny              |
| Rosalinda                                                 | José Fernando Altamirano                | Guillermo García Cantú |
| Sailor Moon - Varázslatos álmok                           | Tomoe Szoicsi (Williams) professzor     | Kamija Akira           |
| Sliders                                                   | Wing                                    | Yee Jee Tso            |
| Vad angyal                                                | Francisco                               | Emilio Bardi           |

### Filmek
| Év   | Cím                             | Szerep                              | Színész              |
| ---- | ------------------------------- | ----------------------------------- | -------------------- |
| 2004 | Derült égből Polly              | Kosárlabda játékos 2                | Edward Conna         |
| 2003 | X-Men 2.                        | Lyman, Stryker katonája             | Peter Wingfield      |
| 2003 | Pofa be!                        | Rocco                               | Aurélien Recoing     |
| 2003 | Johnny English                  | Igazságszérummal kezelt őr          | Faruk Pruti          |
| 2002 | Édes kis semmiség               | Craig                               | Mitch Mullany        |
| 2002 | xXx                             | Polk ügynök                         | David Asman          |
| 2002 | Különvélemény                   | Jeff Knott rendőr                   | Patrick Kilpatrick   |
| 2002 | Időstoppolók                    | Richard                             | Jason George         |
| 2002 | Magassági mámor                 | Jake                                | Jason Hughes         |
| 2002 | Penge 2.                        | Asad                                | Danny John-Jules     |
| 2002 | Élet vagy valami hasonló        | Cal Cooper                          | Christian Kane       |
| 2002 | A császárok klubja              | Felnőtt Martin Blythe               | Steven Culp          |
| 2002 | Lilo és Stitch – A csillagkutya | Hula tanár                          | Kunewa Mook          |
| 2002 | A rettegés arénája              | Jared Mason                         | Joel Bissonnette     |
| 2002 | Csodacsuka                      | Stan Bittleman                      | Crispin Glover       |
| 2002 | Az utolsó erőd                  | Duffy                               | Samuel Ball          |
| 2002 | A vörös sárkány                 | Ralph Mandy                         | Frank Whaley         |
| 2002 | A fülke                         | Közvetítő                           | James MacDonald      |
| 2001 | Mi lenne ha?                    | Bob Leffert                         | Karl Bury            |
| 2001 | A múmia visszatér               | Jacques                             | Joe Dixon            |
| 2001 | A fekete lovag                  | Derek                               | Erik Jensen          |
| 2001 | Evolúció                        | Deke                                | Ethan Suplee         |
| 2001 | Evolúció                        | Danny                               | Michael Bower        |
| 2001 | A panamai szabó                 | Dusenbaker tábornok                 | Dylan Baker          |
| 2001 | Zoolander, a trendkívüli        | David Bowie                         | David Bowie          |
| 2000 | Az Ezeregy éjszaka meséi        | Lámpa szelleme                      | John Leguizamo       |
| 2000 | X-Men – A kívülállók            | Stu                                 | Kevin Rushton        |
| 2000 | Tolvajtempó                     | Roger                               |                      |
| 2000 | Gladiátor                       | Hagen                               | Ralf Moeller         |
| 2000 | Bíbor folyók                    | Sarzac-i rendőr 2                   | Olivier Rousset      |
| 2000 | Cool túra                       | Franciapirítósos srác               | Horatio Sanz         |
| 2000 | Kerül, amibe kerül              | Testnevelő tanár                    | Richard Schiff       |
| 2000 | Én és én meg az Irén            | Jamaal                              | Anthony Anderson     |
| 2000 | A cserecsapat                   | A San Diego edzője                  | Mark Robert Ellis    |
| 1999 | A szerelmes levél               | Ray                                 | Erik Jensen          |
| 1999 | Asterix és Obelix               | Lombix                              | Jacques Delaporte    |
| 1999 | Apafej                          | Tommy Grayton                       | Peter Dante          |
| 1999 | Feltámadás                      | Mr. Breslauer                       | David Ferry          |
| 1998 | Szerelmes Shakespeare           | Lambert                             | Steve O`Donnell      |
| 1998 | Szerelmes Shakespeare           | Második révész                      | Roger Frost          |
| 1998 | Dr. Dolittle                    | Hímgalamb                           | Garry Shandling      |
| 1998 | Chipkatonák                     | Nit Robi                            | Clint Walker         |
| 1998 | Mulan                           | Chien-Po                            | Jerry Tondo          |
| 1998 | Joe, az óriásgorilla            | Jack                                | Christian Clemenson  |
| 1997 | Gyilkosság a Fehér Házban       | Cory Allen Luchessi                 | Tony Nappo           |
| 1997 | Jégvihar                        | Kalauz                              | Tom Flagg            |
| 1997 | Sikoly 2.                       | Richards                            | Christopher Doyle    |
| 1996 | Alaszka                         | Chip apja                           | Byron Chief-Moon     |
| 1996 | A függetlenség napja            | SETI technikus                      | Thom Barry           |
| 1996 | Tűzparancs                      | Baker őrmester                      | Whip Hubley          |
| 1996 | Danielle Steel: Teljes kör      | Billy                               | Rod Biermann         |
| 1996 | Daylight – Alagút a halálba     | Ékszerkereskedő                     | Luoyong Wang         |
| 1995 | Örömapa 2.                      | Bryan MacKenzie                     | George Newbern       |
| 1995 | Kettőn áll a vásár              | Harry Butkis                        | Ernie Grunwald       |
| 1995 | Vírus                           | Dr. Julio Ruiz                      | Benito Martinez      |
| 1995 | Danielle Steel: Az eltűnt       | Patrick                             | Matt Holland         |
| 1994 | D'Artagnan lánya                | Bargas                              | Patrick Rocca        |
| 1994 | Vasakarat                       | Mike Riley                          | Tony Griffin         |
| 1994 | A báránysültek hallgatnak       | Ügynök                              | Lee Allan            |
| 1994 | A báránysültek hallgatnak       | Őr a diliházban, a kijelentkezésnél | Peter DeLuise        |
| 1994 | Két cowboy New York-ban         | Cowboy 2                            |                      |
| 1993 | Jég veled!                      | Josef Grool                         | Peter Outerbridge    |
| 1993 | A szomszéd nője mindig zöldebb  | Mike                                | Christopher McDonald |
| 1992 | Szerelmi bájital                | Dave                                | Ric Reitz            |
| 1991 | Az örömapa                      | Bryan MacKenzie                     | George Newbern       |
| 1988 | A párizsi diáklány              | Víctor                              | Marc-André Brunet    |
| 1986 | Fegyvere van, veszélyes         | Mel Nedler                          | Robert Burgos        |
| 1982 | Rambo – Első vér                | Balford sheriffhelyettes            | Michael Talbott      |
| 1979 | A kutyák                        | Morel                               | Gérard Depardieu     |
| 1963 | Oroszországból szeretettel      | Kerim sofőrje                       | Neville Jason        |